# تپه گچینه
تپه گچینه مربوط به دوره ساسانیان است و در شهرستان گیلانغرب، بخش مرکزی، دهستان دیره، ۱ کیلومتری جنوب شرق روستای میان رود واقع شده و این اثر در تاریخ ۲۶ اسفند ۱۳۸۷ با شمارهٔ ثبت ۲۵۶۱۷ به‌عنوان یکی از آثار ملی ایران به ثبت رسیده است.